# Polycera alabe
Polycera alabe is een slakkensoort uit de familie van de Polyceridae. De wetenschappelijke naam van de soort is voor het eerst geldig gepubliceerd in 1964 door Collier & Farmer.